# Dealer (film, 2014)
Pour les articles homonymes, voir Dealer (homonymie).
Pour plus de détails, voir Fiche technique et Distribution.
Dealer est un film dramatique français réalisé par Jean Luc Herbulot et produit par Dan Bronchinson, sorti en 2014.

## Synopsis
Après une vie passée dans le trafic de cocaïne, Dan s’est promis de ne pas retomber. Se voyant offrir un dernier deal qui lui permettrait de réaliser son rêve d’enfance : déménager en Australie avec sa fille. Il accepte la proposition. Commence alors une descente aux enfers qui le replonge pendant 24 heures dans ce milieu impitoyable, fait de mensonges, violence et trahisons, où il devra sauver sa fille et survivre par tous les moyens.

## Fiche technique
- Titre français : Dealer
- Réalisation : Jean Luc Herbulot
- Scénario : Jean Luc Herbulot Samy Baaroun
- Photographie : Nicolas Salet, Lionel Sautier, Grégory Turbellier
- Montage : Jean Luc Herbulot, Zohar Michel
- Mixage : Nicolas Titeux[1]
- Musique : Reksider
- Production : Dan Bronchinson, Jean Mach
- Sociétés de production : Multipass Prod, Mad Films- Mi
- Pays d’origine :  France
- Langue originale : français
- Format : couleur - 1,77:1
- Genre : drame
- Durée : 75 minutes
- Dates de sortie :
  -  Canada juillet 2014 FanTasia
  -  France septembre 2014 L'Étrange Festival
  -  Royaume-Uni septembre 2014 Festival de Raindance

## Distribution
- Dan Bronchinson : Dan
- Elsa Madeleine : Chris
- Salem Kali : Salem
- Bruno Henry : Delo
- Hervé Babadi : Cartouche
- Dimitri Storoge : Soupape
- Fatima Adoum : Katia
- Didier Mérigou : Simon
- Maïa Bonami : Léna
- Emmanuel Bonami : Le Belge

### Article annexe
- Psychotrope au cinéma et à la télévision

- Pusher, film danois sorti en 1996, dont ce film s'inspire très largement